# خوسيه لويس دياز فاسكيز
خوسيه لويس دياز فاسكيز (بالإسبانية: José Luis Díaz Vázquez)‏ (31 مارس 1957 بماراكايبو في فنزويلا - ) هو لاعب كرة سلة فنزويلي في مركز الهجوم خلفي.